# Black Light – den sista riktiga Bondfilmen
Black Light – den sista riktiga Bondfilmen är en film producerad av Mats-Ola Pålsson och Lars Gahlin. Den hade premiär den 20 maj 2017.

## Bakgrund
Filmen är skapad av ett antal Bond-entusiaster från Strömsnäsbruk i Småland som bestämt sig för att spela in en ickekommersiell film där intäkterna ska gå till välgörenhetsorganisationen Världens Barn. Projektet påbörjades 2011 och filmen hade premiär den 20 maj 2017 i Strömsnäsbruk. Omkring 370 personer arbetade ideellt i projektet. Filmen har noll kronor i budget, och allt överskott från visningarna går till Världens Barn, vilket varit ett villkor för att få rättighet att använda varumärket James Bond.

## Handling
Filmen handlar om en pensionerad agent 007, spelad av Anders Cöster, som tar ett sista uppdrag.

## Produktion
Upphovsmännen Lars Gahlin och Mats-Ola Pålsson har ett stort Bond-intresse, men har upplevt att de nya Bond-filmerna fått en alltför tuff stil, och har efterlyst en film med mer "gentlemanna-action". Många av scenerna är inspelade i Skåne, bland annat en klassisk motorbåtsjakt som filmats i hamnen i Landskrona, och Örenäs slott som får påhälsning av den kringflackande agenten. När Bond tar in på Markaryds hotell så görs incheckningen av hotellets verkliga ägare, och när han hyr en båt så hyrs den av den verkliga lokale båtuthyraren.

## Övrigt
Musiken är komponerad av musikproducenten Mattias Hjelm, med texter av Tobbe Månsson och sång av Mariette Hansson.
Efter premiären i maj 2017 i Folkets hus i Strömsnäsbruk visades filmen ytterligare 22 gånger på orten. Den har sedan visats runtom i landet, bland annat på Volvo Museum i Göteborg, och har fram till september 2019 dragit in 1,5 miljoner kronor som oavkortat gått till Radiohjälpens Världens Barn.